# Уильямсон (гора)
Гора Уильямсон, (англ. Mount Williamson) — горная вершина в системе горной системы Кордильеры. Её высота составляет 4390 метров. Является второй по высоте в горном массиве Сьерра-Невада, и вторая по высоте в штате Калифорния. Шестой по высоте пик в континентальных штатах США (не считая Аляски). Находится примерно в 9 километрах к северу от горы Уитни, самой высокой точки массива Сьерра-Невада.